# Thyrinteina arnobiaria
Thyrinteina arnobiaria är en fjärilsart som beskrevs av Achille Guenée 1858. Thyrinteina arnobiaria ingår i släktet Thyrinteina och familjen mätare. Inga underarter finns listade i Catalogue of Life.